# Крепость напитков
Крепость — показатель доли безводного этилового спирта в алкогольном напитке.

## Единицы измерения
Как правило, крепость выражают в процентах, соответствующих отношению объёма растворённого безводного спирта к объёму всего напитка. Эту величину, применительно к алкогольным напиткам, часто называют объёмной долей, хотя у объёмной доли есть и иные неэквивалентные определения. По распространенному стандарту, объёмную долю спирта принято определять при температуре +20 °С. Принятые обозначения для объёмной доли — %, % об., ABV (Alcohol by volume). Применяется также обозначение в градусах (°), в частности, во Франции (и ранее, в СССР) — в градусах Гей-Люссака (°GL), определяемых при температуре +15 °С.
Международные стандарты также допускают выражение крепости в процентах по весу.
В англоязычных странах крепость иногда измеряется в единицах пруф (англ. proof), в США 100° proof = 50 % спирта по объёму. В Великобритании до 1980 года 100° proof соответствовали 4/7 объёмной концентрации (57,15 %), с 1980 года пруф не применяется.

### В Российской империи
В России XIX века крепость («доброта») напитков измерялась как в «градусах по Гессу», так и в «градусах Траллеса» (объёмный процент спирта, то же, что и сегодняшний русский градус).
Основной акцизной мерой крепости был полугар (38 % спирта, 0 градусов по Гессу).
Наряду с полугаром уже к 1839—1843 годам продавались ещё несколько сортов «вина» (водки):
| Название             | Крепость по Гессу | Процент алкоголя |
| -------------------- | ----------------- | ---------------- |
| Полугар              | 0                 | 38               |
| Пенное вино          | 20                | 44,25            |
| Трёхпробное вино     | 33⅓               | 47,4             |
| Четырёхпробный спирт | 50                | 56               |
| Двойной спирт        | 100               | 74,7             |

## Способы измерения крепости
В настоящий момент крепость измеряют с помощью спиртомера. До распространения этого прибора (в XIX веке) применялись разнообразные способы, включая отжиг и его англосаксонский вариант, пруф.

## Крепость наиболее распространённых напитков
- Квас — 0,3—2,6 % об. По современному ГОСТу не более 1,2 % об.[8][9].
- Кумыс — 0,5—4,5 % об.[10].
- Пиво — 0,5 % об. в безалкогольном[11], для большинства видов пива содержание алкоголя находится в пределах 3—5,5 % об., в особо крепких напитках может содержаться до 15 % об [12].
- Сидр — 4—8 % об.[13].
- Медовуха — 1,2—9,0 % об, встречаются сорта и с 16% спирта[14]
- Брага — не имеет стандартов крепости, как правило 3—8 % об. для пивных напитков, 7—16 % об. для винных[15].
- Саке — 14—20 % об.[16][17].
- Вино — 5—20 % об.[18].
  - Шампанское — 5—18 % об.[19].
  - Портвейн — 17—22 % об.[20].
- Настойка (различные горькие настойки): от 40 % об.[21].
- Ликёр — 15—75 % об.[22]
- Водка — 30—60 % об. (крепость русской водки обычно 40 % об.)[16][23].
- Джин — 35—47 % об.[16].
- Текила — 35—55 % об.[24].
- Мескаль — 38—43 об.[25].
- Коньяк — 40—42 % об.[26].
- Самогон — не имеет стандартов крепости, как правило 40—60 % об.[27].
- Бренди — 40—60 % об.[16].
- Виски — 40—50 % об., некоторые сорта до 68 % об.[28].
- Ром — 35—80 % об.[29].
- Абсент — 40—85 % об. (обычно 55-75 % об.)[30][31][32].
- Спирт питьевой — 95 % об.[33]